# Hanns-Conon von der Gabelentz
Hanns-Conon Martin Albert von der Gabelentz (* 10. November 1892 auf Schloss Poschwitz bei Altenburg; † 8. Mai 1977 in Altenburg) war ein deutscher Kunsthistoriker und Museumsleiter.

## Leben
Hanns-Conon von der Gabelentz stammte aus der Adelsfamilie Gabelentz mit Sitz auf Schloss Poschwitz. Er war ein Sohn des Sprachwissenschaftler Georg von der Gabelentz (1840–1893) aus dessen zweiter Ehe mit Gertrud von Oldershausen, verwitwete von Adelebsen (1858–1904). Sein Halbbruder aus der ersten Ehe seines Vaters war Albrecht von der Gabelentz (1873–1933), der von 1912 bis 1933 Direktor der Altenburger Museen war.
Nach seiner Schulzeit in Blankenburg studierte er an den Universitäten Halle, Heidelberg und 1921 bis 1923 in Leipzig Wirtschaftswissenschaften. Anschließend arbeitete er als Verkaufsleiter für den Verlag Georg Thieme in Leipzig. 1946 übernahm er die Leitung des Lindenau-Museums in Altenburg und war von 1951 bis 1968 dessen Direktor. 1962 wurde er Ehrenbürger von Altenburg.
Bereits in Leipzig hatte er mit einer Sammlung moderner Kunst begonnen und sammelte hier insbesondere Werke von Frans Masereel und Conrad Felixmüller. Masereel schuf ein Exlibris für ihn. Felixmüller lernte er 1931 kennen, 1934 schuf dieser ein Holzschnittportrait von ihm. Als Felixmüller nach 1937 den sogenannten „Entarteten Künstlern“ zugerechnet wurde, unterstützte er diesen. 1945 veranstaltete er die erste Nachkriegsausstellung mit Werken von Felixmüller aus seiner eigenen Sammlung. 1969 erwarb das Lindenau-Museum 92 graphische Blätter und Zeichnungen von Felixmüller von Gabelentz.
Während seiner Tätigkeit als Direktor des Lindenau-Museums war ihm besonders am Ausbau von dessen Beständen moderner Kunst gelegen, auf diesem Gebiet erwarb er zahlreiche Werke für das Museum.
Gabelentz war seit 1923 Ehrenritter des Johanniterordens und Mitglied der Provinzialgenossenschaft der Johanniter im Lande Sachsen. Er war einer der Wenigen dieser Kongregation, die in der DDR lebten, wenngleich in der letzten Gesamtliste der Balley Brandenburg zu seinen Lebzeiten als Wohnsitz Bad Nenndorf aufgeführt ist.

## Veröffentlichungen (Auswahl)
- Frans Masereel. Das gesammelte Werk. Ausstellungskatalog mit einem Verzeichnis der Holzschnittfolgen und illustrierten Bücher. Städtische Kunsthalle Mannheim, Mannheim 1929 (erstes Werkverzeichnis von Masereel).
- Conrad Frelixmüller. Ein Beitrag zur Frage der Tafelmalerei. Altenburg 1946; 3. Auflage 1947.
- Conrad Felixmüller. Malerei, Graphik; vom 2. April bis 1. Mai 1949. Ausstellung in der Moritzburg. Halle 1949.
- Italienische Malerei der Vor- und Frührenaissance im Staatlichen Lindenau-Museum Altenburg.  Altenburg 1952; 4. Auflage 1962.
- Neuerwerbungen im Staatlichen Lindenau-Museum 1946–1953. Altenburg 1954.
- Courbet und der Realismus. Verlag der Kunst, Dresden 1956.
- Frans Masereel. Mit Beiträgen von Stefan Zweig, Pierre Vorms, Gerhard Pommeranz-Liedtke und einer Bibliographie von Hanns-Conon von der Gabelentz. Verlag der Kunst, Dresden 1959; 2. Auflage 1961 (Bibliographie [= Werkverzeichnis] S. 245–312).
- mit Helmut Scherf: Das Staatliche Lindenau-Museum. Seine Geschichte und seine Sammlungen. Altenburg 1961.
- Der Naturalismus. Seine Deutung und Bedeutung in der Malerei des 19. Jahrhunderts. Altenburg 1966.